# Djehuti (Hohepriester)
Djehuti war ein altägyptischer Hoherpriester des Amun am Beginn der 18. Dynastie. Er ist bislang der früheste belegte Beamte mit diesem Titel. Djehuti ist vor allem von Grabkegeln bekannt, auf denen er auch als Vorsteher der Siegler bezeichnet wird. Auf einigen der Grabkegel erscheint auch Pharao Ahmoses Thronname „Neb-pechti-Re“, womit Djehuti unter diesen König datiert werden kann. Auf den anderen Grabkegeln erscheint dagegen der Königsname Heqatawy.